# José Azevedo (Badminton)
José Azevedo (* um 1945) ist ein portugiesischer Badmintonspieler. 

## Karriere
José Azevedo wurde 1963 erstmals nationaler Meister in Portugal. Weitere Titelgewinne folgten 1967, 1968 und 1969. 1967 siegte er bei den Portugal International, 1970 wurde er dort Zweiter.

## Sportliche Erfolge
| Saison | Veranstaltung                   | Disziplin | Platz | Name                        |
| ------ | ------------------------------- | --------- | ----- | --------------------------- |
| 1963   | Portugal: Einzelmeisterschaften | Mixed     | 1     | José Azevedo / Isabel Rocha |
| 1967   | Portugal International          | Mixed     | 1     | José Azevedo / Isabel Rocha |
| 1967   | Portugal: Einzelmeisterschaften | Mixed     | 1     | José Azevedo / Isabel Rocha |
| 1968   | Portugal: Einzelmeisterschaften | Mixed     | 1     | José Azevedo / Isabel Rocha |
| 1969   | Portugal: Einzelmeisterschaften | Mixed     | 1     | José Azevedo / Isabel Rocha |